# Gojira vs. Mosura
Gojira vs. Mosura (br: Godzilla versus Mothra; pt: Godzilla e Mothra) é um filme japonês, do ano de 1992, dos gêneros ficção científica e ação, dirigido por Takao Okawara.

## Enredo
Gojira ou Godzilla está de volta com sede de destruição. Como de outras vezes, Tóquio é o alvo de sua fúria. Mas, novamente surge um outro monstro com capacidade de desafiar Godzilla, um gigante chamado Mosura ou Mothra e, os dois vão realizar um combate de proporções épicas.

## Elenco
| Nome                    | Personagem                     |
| ----------------------- | ------------------------------ |
| Tetsuya Bessho          | Takuya Fujita                  |
| Satomi Kobayashi        | Masako Tezuka                  |
| Takehiro Murata         | Kenji Andoh                    |
| Saburo Shinoda          | Professor Fukazawa             |
| Akiji Kobayashi         | Chefe Jyoji Minamino           |
| Makoto Ôtake            | Marutomo Head Takeshi Tomokane |
| Keiko Imamura           | Cosmos #1                      |
| Sayaka Osawa            | Cosmos #2                      |
| Kenpachiro Satsuma      | Gojira                         |
| 'Hurricane Ryu' Hariken | Batora                         |
| Megumi Odaka            | Miki Saegusa                   |
| Yoshiko Tanaka          | Asuka Okouchi                  |
| Kôichi Ueda             | Empregado de Marutomo          |

## Premiações
Awards of the Japanese Academy
- Indicado
  - Melhor Trilha Sonora Akira Ifukube[carece de fontes?]
  - Melhor Ator Coadjuvante Takehiro Murata[carece de fontes?]
- Ganhou
  - Estreante do Ano Keiko Imamura e Sayaka Osawa[carece de fontes?]